# 大理独花报春
大理独花报春（学名：Omphalogramma delavayi），为报春花科独花报春属下的一个种。